# Albrechtice nad Vltavou
Albrechtice nad Vltavou là một làng thuộc huyện Písek, vùng Jihočeský, Cộng hòa Séc.